# Dillant-Hopkins Airport

i7
i11
i13
Der Dillant-Hopkins Airport (FAA-Identifier EEN) ist der Flugplatz von Keene im Cheshire County von New Hampshire, einem der Neuenglandstaaten der USA. Er befindet sich im Besitz der City of Keene und steht der Allgemeinen Luftfahrt offen. Benannt wurde er nach zwei Soldaten aus Keene und dem benachbarten Swanzey, die im Zweiten Weltkrieg ums Leben kamen.

## Übersicht
Im New Hampshire State Airport System Plan wurde der Dillant-Hopkins Flugplatz als Regionalflugplatz eingeordnet, der von den meisten Geschäftsflugzeugen benutzt werden kann. Auf dem Platz selbst waren mit Stand vom März 2023 insgesamt 64 verschiedene Luftfahrzeuge stationiert, darunter 60 Propellermaschinen, zwei Jets und zwei Helikopter.

## Lage
Der Flugplatz liegt in der Monadnock-Region im südlichen New Hampshire etwa 3,7 Kilometer südlich des Stadtzentrums von Keene in Swanzey in 148,7 Metern Höhe auf 42-53-54.2 Nord und 072-16-14.8 West. Östlich verläuft die New Hampshire Route NH-32. Die unmittelbare Erschließung erfolgt über die Airport Road. Der Interstate 91 ist etwa 30 Kilometern entfernt in Vermont zu erreichen.

## Anlage
Die Bahn 02/20 ist 1890 Meter lang und 30 Meter breit und für präzise und nicht-präzise Landungen ausgerüstet, die Bahn 14/32 ist 1220 Meter lang und 23 Meter breit. Beide Bahnen sind beleuchtet und asphaltiert, letzteres ebenso der Rollweg, der teilweise neben der Bahn 02/20 verläuft. Bahn 14/32 ist über Querspangen mit den Abstellflächen verbunden. Diese werden durch Hangars ergänzt. Ein Fixed-Base-Operator verkauft AvGas und Kerosin und bietet umfangreiche Wartungs- und Reparaturmöglichkeiten für Zellen, Triebwerke und Instrumente sowie Charterflüge.

## Flugbewegungen
Zum Zeitpunkt der Erfassung (2018) entfielen 19.898 Flugbewegungen auf Zwischenaufenthalte, 5952 Bewegungen waren lokale, 1150 Lufttaxiflüge. Den kleinsten Anteil hatten Militärflüge mit 1000 Bewegungen. In einem Zeitraum von zwölf Monaten wurden insgesamt 28.000 Flugbewegungen erfasst (Stand März 2023). Ein nennenswerter Anteil dieser Flugbewegungen entfällt auf Geschäftsflüge sowie Trainingsflüge von Flugplätzen in New Hampshire, Massachusetts und Vermont.